# Rhinolophus cohenae
Rhinolophus cohenae — вид рукокрилих родини Підковикові (Rhinolophidae).

## Поширення
Вид зустрічається у трьох місцевостях в Південно-Африканській республіці у провінції Мпумаланга. Населяє гірську місцевість на висоті 600—1100 м.

## Загрози та охорона
Загрози для цього виду невідомі.